# Iso-Kujanki
Iso-Kujanki eller Iso Kujankijärvi är en sjö i Finland. Den ligger i kommunen Nurmes i landskapet Norra Karelen, i den centrala delen av landet, 500 km nordost om huvudstaden Helsingfors. Iso-Kujanki ligger 187 meter över havet. Den är 23,8 meter djup. Arean är 65,5 hektar och strandlinjen är 8,27 kilometer lång. Sjön  ingår i Vuoksens huvudavrinningsområde. 